# معادلة فانت هوف
معادلة فانت هوف في الديناميكا الحرارية الكيميائية تربط التغير في درجة الحرارة (T) بالتغيير في ثابت الاتزان  (k) معطية التغير في المحتوى الحراري القياسي (ΔH) للنظام. اشتق المعادلة للمرة الأولى العالم  ياكوبس فانت هوف.
{\displaystyle {\frac {d\ln K}{dT}}={\frac {\Delta H^{\ominus }}{RT^{2}}}}
يمكن كتابتة بالصيغة التالية أيضا
{\displaystyle {\frac {d\ln K_{\mathrm {eq} }}{d{\frac {1}{T}}}}=-{\frac {\Delta H^{\ominus }}{R}}.}
إذا افترضنا ان التغير في المحتوى الحراري للتفاعل يعتبر كثابت مع درجة الحرارة فان التكامل المحدود للمعادلة التفاضلية في المعادلة
ا1 وT2 يعطى بالمعادلة التالية
{\displaystyle \ln \left({\frac {K_{2}}{K_{1}}}\right)={\frac {\Delta H^{\ominus }}{R}}\left({{\frac {1}{T_{1}}}-{\frac {1}{T_{2}}}}\right)}
في هذه المعادلة (K(1 هو ثابت الاتزان في درجة الحرارة المطلقة T1 وK2 هو ثابت التوازن في درجة الحرارة المطلقةT2. وΔH هو التغير في المحتوى الحراري القياسي و R هو ثابت الغاز.
وحيث
{\displaystyle \Delta G^{\ominus }=\Delta H^{\ominus }-T\Delta S^{\ominus }}
و
{\displaystyle \Delta G^{\ominus }=-RT\ln K}
ويترتب على هذا
{\displaystyle \ln K=-{\frac {\Delta H^{\ominus }}{RT}}+{\frac {\Delta S^{\ominus }}{R}}}
ولذلك، نضع  اللوغاريتم الطبيعي لثابت توازن مقابل درجة الحرارة يعطي خط مستقيم. والميل للخط يساوي سالب التغير في المحتوى الحراري-ΔH القياسي مقسوماً على ثابت الغاز، -ΔH/R والتقاطع مساو للتغيير في الانتروبي القياسي مقسوماً على ثابت الغاز، ΔS/R. تفاضل هذه المعادلة الجبرية تعطي معادلة فانت هوف